# ATP Buenos Aires aprile 1977
L'ATP Buenos Aires dell'aprile 1977 è stato un torneo di tennis giocato sulla terra rossa. È stata la 48ª edizione del torneo, che fa parte del Colgate-Palmolive Grand Prix 1977.Si è giocato a Buenos Aires in Argentina dal 14 al 17 aprile 1977.

## Campioni

### Singolare maschile
Guillermo Vilas ha battuto in finale  Wojciech Fibak con il punteggio di 6–4, 6–3, 6–0

### Doppio maschile
Wojciech Fibak /  Ion Țiriac hanno battuto in finale  Lito Álvarez /  Guillermo Vilas con il punteggio di 7–5 0–6 7–6